# گمینا ایوکووا
گمینا ایوکووا (به لهستانی:  Gmina Iwkowa) یک گمینا در لهستان است که در شهرستان بژسکو واقع شده‌است. گمینا ایوکووا ۴۷٫۱۹ کیلومتر مربع مساحت و ۶٬۰۶۱ نفر جمعیت دارد.